# Ecoust-St. Mein British Cemetery
Ecoust-St. Mein British Cemetery is een Britse militaire begraafplaats met gesneuvelden uit de Eerste Wereldoorlog, gelegen in het Franse dorp Écoust-Saint-Mein (departement Pas-de-Calais). De begraafplaats ligt aan de Rue Marceau Dupuis vlak bij de gemeentelijke begraafplaats op ruim 300 m ten noordwesten van het dorpscentrum (Église Saint-Mein). Ze werd ontworpen door William Cowlishaw en heeft een rechthoekig grondplan met een oppervlakte van 471 m². Het terrein wordt omgeven door een lage bakstenen muur en een pad van 18 m leidt naar de open toegang. Het Cross of Sacrifice staat direct na de toegang op een verhoogd terras. 
Er liggen 151 doden begraven waaronder 8 niet geïdentificeerde.
De begraafplaats wordt onderhouden door de Commonwealth War Graves Commission.
Op het grondgebied van de gemeente liggen ook nog de Ecoust Military Cemetery, L'Homme Mort British Cemetery en de H.A.C. Cemetery. 

## Geschiedenis
Het dorp op 2 april 1917 door de 8th en de 9th Devons veroverd maar werd in maart 1918 als gevolg van het Duitse lenteoffensief uit handen gegeven. Aan het einde van augustus daaropvolgend werd het door de 3th Division heroverd. De begraafplaats werd toen aangelegd in het verlengde van een Duitse uitbreiding (nu verwijderd) van de gemeentelijke begraafplaats. 
Onder de geïdentificeerde doden zijn er 137 Britten en 6 Canadezen.

## Onderscheiden militairen
- Aylmer Louis E. Fleet, majoor bij  de Royal Field Artillery, Malcolm A. Matheson, kapitein bij de Gordon Highlanders, kapitein William Raine en luitenant Robert Darling allebei van de The King's (Liverpool Regiment) en C. Hills, onderluitenant bij het Suffolk Regiment werden onderscheiden met het Military Cross (MC). F.H. Viner, onderluitenant bij de Northumberland Fusiliers werd tweemaal onderscheiden met het Military Cross (MC and Bar).
- de sergeanten J.D. Johnson, John H. Myers en de korporaals Thomas Clarke, Ralph T. Small en Frederick C. Upton werden onderscheiden met de Military Medal  (MM).